# Tachina pilosa
Tachina pilosa är en tvåvingeart som först beskrevs av Tothill 1924.  Tachina pilosa ingår i släktet Tachina och familjen parasitflugor. Inga underarter finns listade i Catalogue of Life.